# Фагатого
Фагатого (англ. Fagatogo) — деревня в графстве Маопутаси Восточного округа Американского Самоа.

## Описание
Фагатого расположена в центре острова Тутуила, является местопребыванием правительства, хотя столица Американского Самоа, Паго-Паго, расположена примерно в километре к западу. Во многих источниках указывается, что Фагатого является пригородом или даже районом Паго-Паго, однако это два раздельных населённых пункта. С запада Фагатого граничит с деревней Сиуфага, с востока — с деревней Утулеи, с севера омывается водами гавани Паго-Паго (одна из крупнейших естественных гаваней мира: длина по осевой линии около 7 км, максимальная ширина около 2,2 км), с юга к деревне вплотную подступают лесистые холмы высотой до 250 метров.
Площадь деревни составляет 2,15 км². Имеются почтовое отделение, полицейский участок, тюрьма, автобусное сообщение, такси, магазины, бары, рестораны.

### Достопримечательности

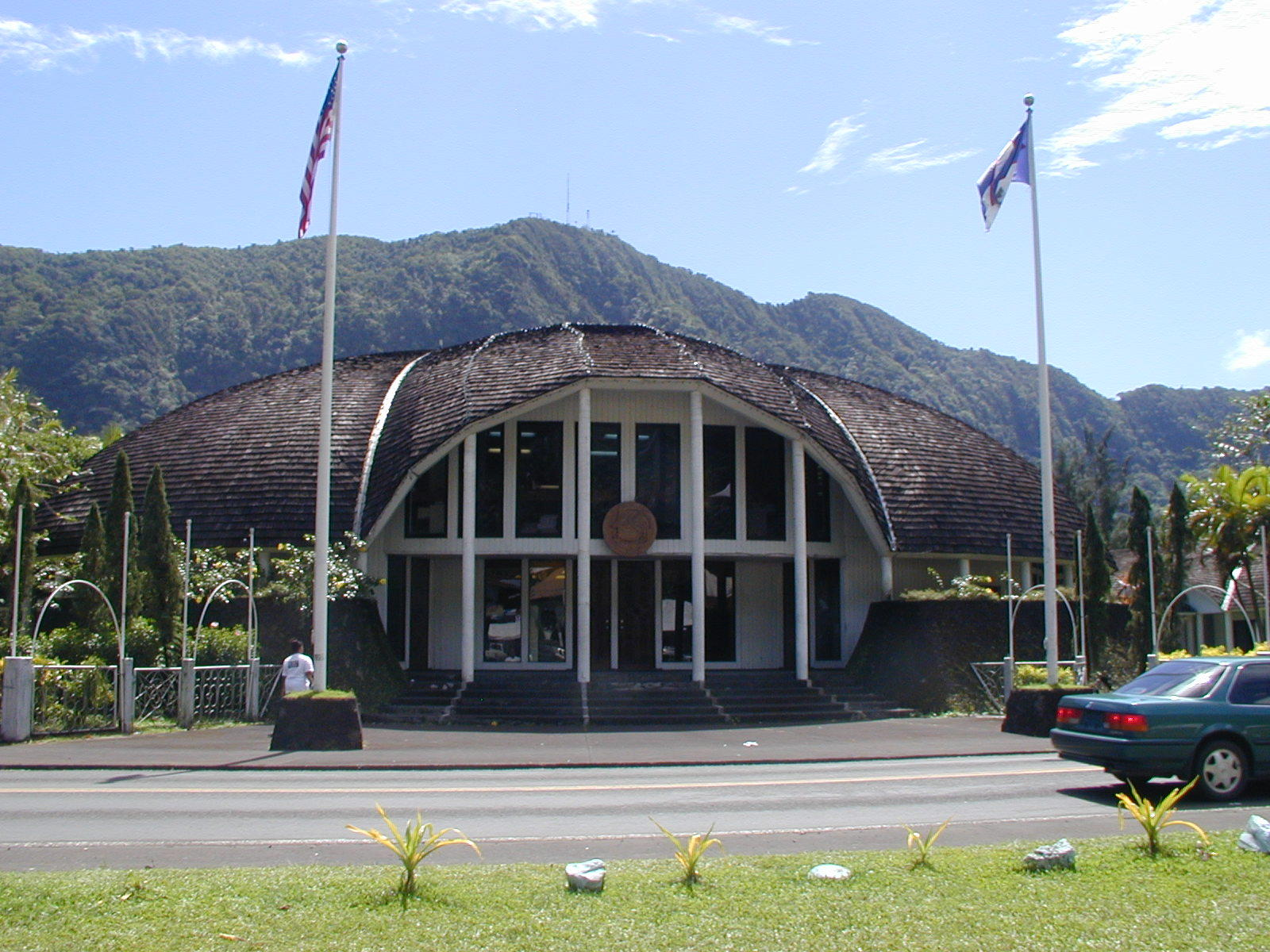
Правительство (фоно) Американского Самоа[англ.]
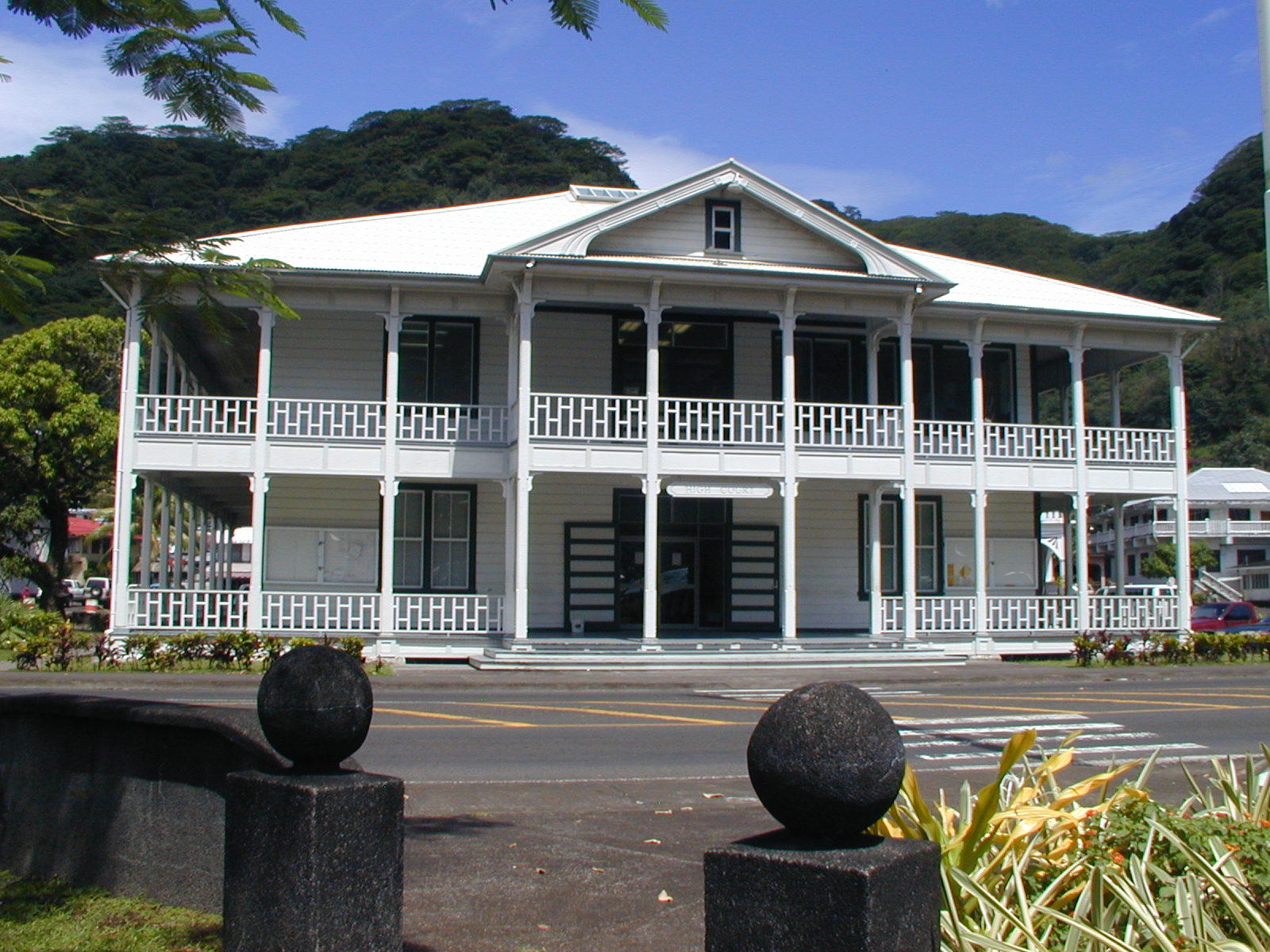
Суд Американского Самоа[англ.] (работает с 1904 года)
- Кафедральный собор Святого Иосифа Труженика (работает с 1959 года)[4]
- Музей Джина П. Хейдона[англ.] (работает с 1917 года)
- Рынок
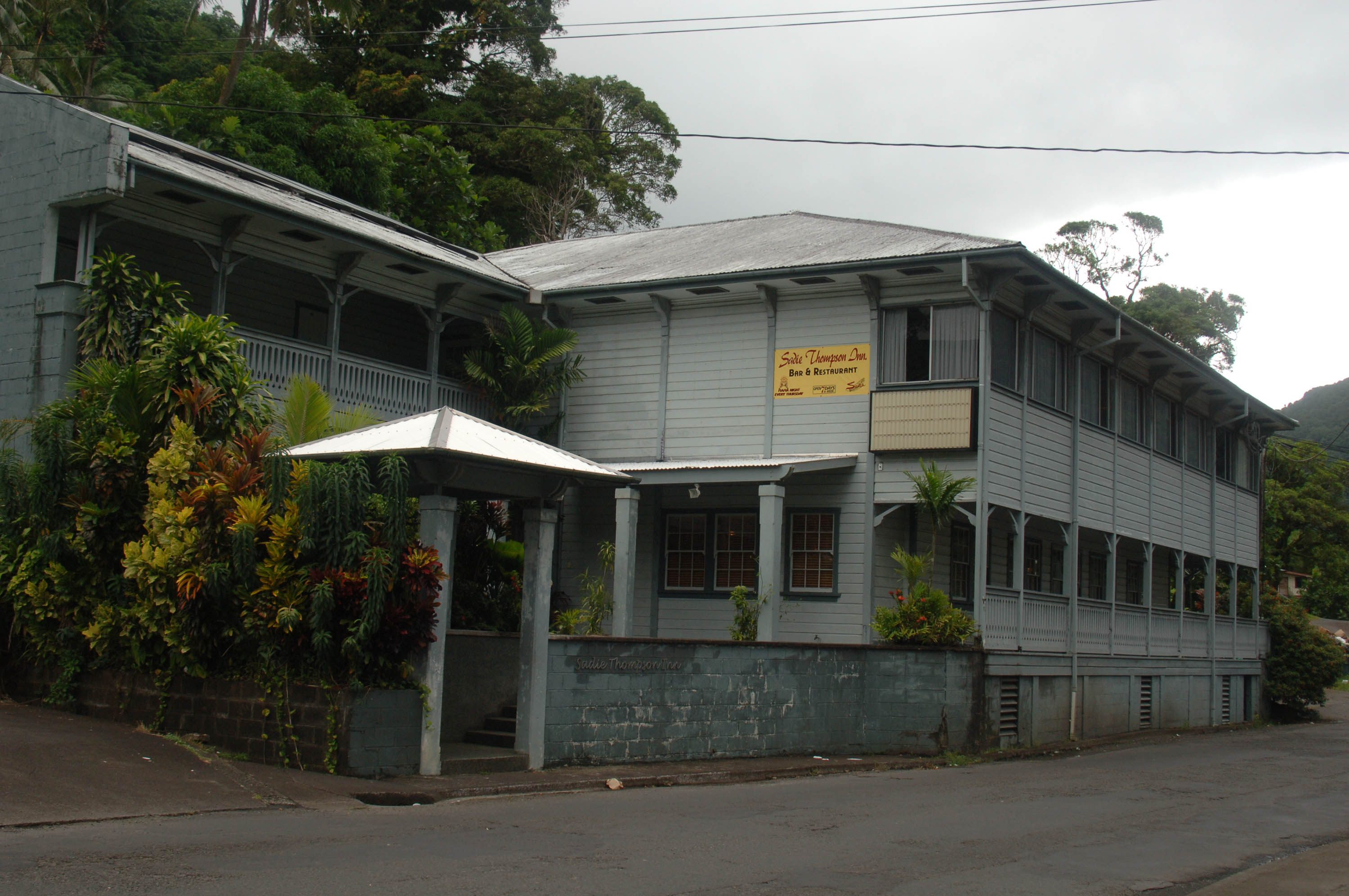
Гостиница «Сэди Томпсон»[англ.] (описана в рассказе Сомерсета Моэма «Дождь»[англ.] (1921); показана в фильмах «Сэди Томпсон» (1928), «Дождь»[англ.] (1932) и «Мисс Сэди Томпсон[англ.]» (1953)[5]; в 2003 году внесена в Национальный реестр исторических мест США).
- Navy Building 38

- Правительство (фоно) Американского Самоа[англ.]
- Суд Американского Самоа[англ.]
- Гостиница «Сэди Томпсон»[англ.]

## Демография
Согласно переписи населения 2000 года в Фагатого проживали 1815 человек. Расовый состав жителей был следующим:
- Уроженцы тихоокеанских островов[англ.] — 81,6 %
- Азиаты — 12,5 %
- Белые — 3,6 %
- Прочие расы — 2,3 %[6]

По оценкам 2012 года в Фагатого проживали 1667 человек.